# Shungiku Nakamura
中村春菊
Œuvres principales
- Junjou Romantica
- Sekaiichi Hatsukoi
- Hybrid Child

Shungiku Nakamura (中村春菊, Nakamura Shungiku), née le 13 décembre 1980, est une mangaka japonaise spécialisée dans le yaoi. Sa série la plus célèbre est Junjou Romantica.

## Biographie
Elle fait ses débuts dans le manga avec Touzandou Tentsui Ibun, édité par Kadokawa Shoten sous le label Asuka Comics CL-DX, spécialisé dans le Boy's Love.
En 2002, elle commence la série Junjou Romantica, prépubliée dans le magazine trimestriel CIEL Tres Tres de l'éditeur Kadokawa Shoten. La série est un véritable succès et sera même adaptée en une série animée en 2008 par Studio Deen et réalisée par Chiaki Kon.
En 2002, elle s'essaie au genre shōnen avec √W. P. B. prépublié dans le magazine Monthly GFantasy de l'éditeur Square Enix. Elle continue dans le genre yaoi avec le manga Sekaiichi Hatsukoi prépublié dans le magazine bimensuel CIEL de l'éditeur Kadokawa Shoten, série qui sera elle aussi adaptée en anime en 2011 par Studio Deen et réalisée également par Chiaki Kon.
En 2003, elle produit un nouveau yaoi (de 1 tome) du nom de Hybrid Child, adaptée en plusieurs OAV en 2014.

## Œuvres
- Touzandou Tentsui Ibun (東山道転墜異聞) (1998) (deux tomes)
- Tsuki wa Yamiyo ni Kakuru ga Gotoku (月は闇夜に隠るが如く) (1999) (un tome)
- Umi ni Nemuru Hana (海ニ眠ル花) (2000-2001) (cinq tomes)
- Mangetsu Monogatari (満月物語) (2001) (un tome)
- Junjou Romantica (純情ロマンチカ) (2002- en cours) (25 tomes actuellement)
- √W. P. B. (ルート・ダブリュ・ピー・ビー) (2002-2003) (deux tomes)
- Hybrid Child (2003-2005) (un tome)
- Sekaiichi Hatsukoi (世界一初恋) (2007 - en cours) (15 tomes actuellement)